# Stephan Hicks
Stephan Keenan Hicks (ur. 2 kwietnia 1992 w Los Angeles) – amerykański koszykarz występujący na pozycjach rzucającego obrońcy lub niskiego skrzydłowego, od 2023 zawodnik Indiana Mad Ants.

## Kariera sportowa
W 2016 reprezentował Indianę Pacers podczas letniej ligi NBA w Orlando.
28 października 2023 dołączył do Indiana Mad Ants.

## Osiągnięcia
Stan na 20 listopada 2023, na podstawie, o ile nie zaznaczono inaczej.
NCAA
- Uczestnik turnieju NCAA (2007)
- Najlepszy pierwszoroczny zawodnik Big West (2012)
- Zaliczony do:
  - I składu:
    - turnieju Big West (2014)
    - najlepszych pierwszorocznych zawodników:
      - NCAA Mid-Major Freshman All-American (2012 przez collegeinsider.com)
      - konferencji Big West (2012)

  - II składu All-Big West (2015)
  - składu All-Big West Honorable Mention (2012, 2014)
- Lider konferencji Big West w liczbie:
  - celnych rzutów wolnych (135 – 2012, 161 – 2015)
  - oddanych rzutów wolnych (198 – 2015)
  - przechwytów (47 – 2014)